# María Isabel Rodríguez (politica)
María Isabel Rodríguez (San Salvador, 5 novembre 1922) è una politica e medica salvadoregna.

## Biografia
María Isabel Rodríguez nasce a San Salvador, capitale di El Salvador, il 5 novembre 1922. Consegue una laurea in medicina presso l'Università di El Salvador nel 1949. Si trasferisce successivamente in Messico, dove studia cardiologia e fisiologia presso l'Istituto nazionale di cardiologia di Città del Messico.
Nel 1954 torna a El Salvador, dove inizia a lavorare come fisiologa cardiovascolare e ricercatrice biomedica.

### Carriera accademica
Nel 1967 viene nominata decana della facoltà di medicina dell'Università di El Salvador, carica che ricopre fino al 1971. Lascia il suo Paese nel 1972 a seguito dell'intervento militare nell'Università (parte della preparazione alla guerra civile salvadoregna).
Dal 1972 al 1994 María Isabel Rodríguez lavora come consulente per l'Organizzazione panamericana della salute e per l'Organizzazione mondiale della sanità, sostenendo lo sviluppo di centri d'insegnamento e di ricerca nei paesi dell'America Latina, compresi Messico, Repubblica Dominicana e Venezuela. Dal 1985 al 1994 ricopre l'incarico di consulente per il Programma internazionale di formazione sanitaria, con sede a Washington.
Nel 1994 torna all'Università di El Salvador come professoressa della facoltà di medicina. Durante la sua carriera, pubblica più di cento pubblicazioni sulla scienza e sull'educazione.
Nel 1999 viene eletta rettrice dell'università, carica che ricopre fino al 2007. È la prima donna a ricoprire tale carica.

### Carriera politica
Nel maggio 1956 viene eletta all'Assemblea Legislativa, una delle prime quattro donne a entrare nel Parlamento salvadoregno. Tuttavia, si dimette da parlamentare nel gennaio 1957.
Dopo alcuni anni, María Isabel Rodríguez torna in politica. Nel 2009, infatti, è nominata ministra della salute e dell'assistenza sociale di El Salvador.
Alla fine del suo mandato nel 2014, è nominata consulente presidenziale per la salute e l'istruzione. Lavora quindi per il raggiungimento della copertura sanitaria universale e dell'istruzione universale all'interno del suo Paese.

## Vita privata
Attualmente vive a San Salvador, sua città natale. Ha compiuto 100 anni nel novembre 2022.

## Riconoscimenti
Nel 2015 l'Organizzazione panamericana della salute e l'Organizzazione mondiale della sanità la nominano "eroina della sanità pubblica delle Americhe" la loro più alta distinzione. Riceve il dottorato onorario da almeno dodici università, tra cui l'Università di Guadalajara e l'Università centroamericana.